# Windows To Go

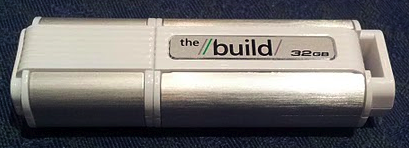
Windows To Go USB

Windows To Go (Windows para llevar) era una función de Microsoft Windows que permitía arrancar y ejecutar desde ciertos dispositivos de almacenamiento masivo USB como unidades flash USB y unidades de disco duro externas certificadas por Microsoft como compatibles. Era un entorno de Windows corporativo totalmente manejable. La función apareció en Windows 8 y fue suprimida en 2020.

## Historia
Antes de Windows 8, sólo las versiones integradas de Windows, como Windows Embedded Standard 7 , admitían el arranque desde dispositivos de almacenamiento USB.
En abril de 2011, después de la fuga de Windows 8 build 7850, algunos usuarios notaron que los builds incluyó un programa llamado "Portable Workspace Creator" (Creador de espacio de trabajo portátil), lo que indica que estaba destinado a crear unidades USB de arranque de Windows 8. 
En septiembre de 2011, Microsoft anunció oficialmente Windows To Go en la conferencia Build y distribuyó unidades flash USB de arranque de 32 GB con Windows To Go preinstalado. 

## Diferencias de la instalación estándar
El área de trabajo de Windows To Go funciona igual que cualquier otra instalación de Windows con algunas pocas excepciones. Estas excepciones son las siguientes:

### Los discos internos están desconectados
Para asegurarse de que los datos no se divulguen por accidente, los discos duros internos en el equipo host están desconectados de manera predeterminada cuando se arranca dentro de un área de trabajo de Windows To Go. De igual manera, si se inserta una unidad de Windows To Go en un sistema en ejecución, la unidad de Windows To Go no se incluirá en el Explorador de Windows. 

### No se usa el Módulo de plataforma segura (TPM)
Cuando se use el Cifrado de unidad BitLocker, se usará una contraseña de arranque de sistema preoperativo por razones de seguridad en lugar del TPM dado que este está vinculado con un equipo específico y las unidades de Windows To Go se moverán entre equipos.

### La hibernación está deshabilitada de manera predeterminada
Para asegurarse de que el área de trabajo de Windows To Go pueda moverse entre equipos con facilidad, la hibernación está deshabilitada de manera predeterminada. Pueden volver a habilitarse mediante la configuración de directiva de grupo. 

### No está disponible el Entorno de recuperación de Windows
En el extraño caso de que necesite recuperar su unidad de Windows To Go, debe usar en otro PC un programa para formatear la unidad y ponerle Windows To Go otra vez.

### No se admite la actualización ni el restablecimiento de un área de trabajo de Windows To Go
No corresponde realizar el restablecimiento a los estándares del fabricante para el equipo cuando se ejecuta un área de trabajo de Windows To Go. Por ello, esta característica se ha deshabilitado.

### La tienda está deshabilitada de manera predeterminada
Las aplicaciones que tienen licencia a través de la tienda están vinculadas con hardware para concesión de licencia. Dado que Windows To Go está diseñado para utilizar un perfil móvil hacia diferentes PC host, el acceso a la tienda está deshabilitado. Puede habilitar la tienda si sus áreas de trabajo de Windows To Go no utilizarán un perfil móvil a hosts de múltiples PC.

## Funciones de seguridad
Como medida de seguridad destinada a evitar la pérdida de datos, Windows "congela" el sistema si la unidad USB se extrae, y sigue funcionando de inmediato si el disco se inserta en los 60 segundos siguientes a la extracción. Si la unidad no se inserta en ese plazo, el equipo se apaga tras los 60 segundos para evitar que la posible información confidencial o sensible se muestre en la pantalla o se almacene en la RAM. También es posible cifrar una unidad Windows To Go con BitLocker.

## Detalles técnicos
Según Microsoft, un disco de Windows To Go se puede crear con las herramientas de Windows como ImageX.
Windows To Go funciona tanto en conexiones USB 2.0 y USB 3.0, y tanto en BIOS y UEFI firmware.